# Mine Azul
La mine Azul est une mine située au nord du Brésil, dans l'État de Pará. 
Azul représente l'une des plus grandes réserves de manganèse au Brésil, avec des réserves estimées à 64,2 millions de tonnes de minerai de manganèse titrant 28 % de métal de manganèse.